# Zineb Mekouar
Pour les articles homonymes, voir Mekouar.
Zineb Mekouar, née à Casablanca en 1991, est une écrivaine franco-marocaine vivant à Paris depuis 2009.

## Biographie

### Enfance et formation
Zineb Mekouar naît à Casablanca en 1991.
Elle est scolarisée au lycée Lyautey, un lycée français à Casablanca. 
Elle s'installe à Paris en 2009, où elle intègre Sciences-Po puis HEC Paris. Elle obtient respectivement un master en affaires publiques en 2015 et un master en finance et management en avril 2016,,. Durant son cursus, elle réalise des stages au ministère de l’Intérieur et à l’ambassade de France à New York. 

### Carrière
Dès l'obtention de son diplôme d'HEC Paris en avril 2016, elle obtient un CDI en conseil et stratégie chez KPMG qu'elle débute en septembre,. Parallèlement, elle rejoint le QG d’Emmanuel Macron, alors candidat aux élections présidentielles de 2017. Elle finit par quitter son travail en décembre 2016 et intègre le porte-parolat en tant que salariée,. Sa mission est d'établir le lien entre les experts du programme et la société civile. Elle gère également Elles Marchent, le pôle du mouvement qui s’occupe de l’égalité femmes-hommes.  
Après les élections, elle refuse de continuer dans la politique. Elle intègre en octobre 2017 le cabinet de Conseil en stratégie AT Kearney à Paris. Elle travaille ensuite pour un incubateur de start-ups en tant que responsable des affaires publiques,; puis avec la Présidente de la Délégation aux droits des femmes à l'Assemblée Nationale en 2021/2022. Elle occupe ensuite le poste de Déléguée adjointe du Gouvernement français à l'OIT et aux G7/G20 Travail Emploi durant 1,5 ans, où elle travaille notamment à la lutte contre le travail des enfants, le travail forcé et le devoir de vigilance des entreprises envers les droits humains[réf. nécessaire]. 
En 2022, elle publie son premier roman, La poule et son cumin (JC Lattès, collection La Grenade), qui dépeint les clivages sociétaux du Maroc. Le livre fait partie des finalistes du Goncourt du premier roman 2022 et figure sur la liste des « coups de cœur de l’été 2022 » de l’Académie Goncourt,,. Il raconte l'histoire de deux amies marocaines, Kenza et Fatiha, la fille de la nourrice, qui au fil des années prennent deux trajectoires différentes, représentant chacune une part du Maroc et sa fracture sociale. 
En 2024 sort son deuxième roman, Souviens-toi des abeilles, chez Gallimard. Le livre raconte l'histoire d'Anir, un garçon de dix ans vivant dans le sud du Maroc. Il grandit en apprenant à s'occuper des abeilles et en écoutant les histoires de son grand-père, qui lui cache un lourd secret de famille. « Une fable écologique et une ode à la ruralité et à la tolérance. Un roman puissant et dense sur un jeune garçon de 10 ans, Anir, qui est initié par son grand-père à la nature, à l'appel des abeilles. » écrit France Info. 